# نبرد گذرگاه پینگ‌شیانگ
نبرد گذرگاه پینگ‌شیانگ (انگلیسی: Battle of Pingxingguan) نبردی بود که در سرزمین اصلی چین، در ۲۵ سپتامبر ۱۹۳۷، در آغاز جنگ دوم چین و ژاپن، بین ارتش هشتم مسیر حزب کمونیست چین و نیروی زمینی امپراتوری ژاپن انجام شد.